# طوني رايس (مغني)
طوني رايس (بالإنجليزية: Tony Rice)‏ هو عازف قيثارة ومغني وكاتب أغاني أمريكي، ولد في 8 يونيو 1951 في دانفيل في الولايات المتحدة.

## وصلات خارجية
- الموقع الرسمي
- طوني رايس على موقع الموسوعة البريطانية (الإنجليزية)
- طوني رايس على موقع ميوزك برينز (الإنجليزية)
- طوني رايس على موقع أول ميوزيك (الإنجليزية)
- طوني رايس على موقع ديسكوغز (الإنجليزية)